# Sara Cockerill
Dame Sara Elizabeth Cockerill (Weston-super-Mare, Reino Unido, 7 de noviembre de 1968) es una magistrada británica.

## Primeros años y educación
Cockerill nació en Weston-super-Mare, Inglaterra, y estudió en el Lady Eleanor Holles School, financiada por el Assisted Places Scheme. Estudió en el St Anne's College de Oxford y se graduó en jurisprudencia en 1989. Fue becaria Eldon en 1990.

## Career
En 1990, Cockerill se colegió en Lincoln's Inn y ejerció la abogacía desde Essex Court Chambers y Four Essex Court, especializándose en derecho mercantil y pruebas obligatorias. Sirvió como consejera de la reina 2011 y fue magistrada suplente del Tribunal Superior entre 2016 y 2017. Colaboradora del White Book desde 2011, ha sido miembro de su consejo editorial desde 2020. Escribió Compelled Evidence in Civil Proceedings en 2011.
Además de publicaciones jurídicas, Cockerill ha escrito libros sobre historia medieval, incluyendo Eleanor of Castile: the Shadow Queen en 2014 y Eleanor of Aquitaine: Queen of France and England, Mother of Empires en 2019.

### Nombramiento del Alto Tribunal
El 1 de noviembre de 2017 fue nombrada magistrada del Tribunal Superior de Justicia de Inglaterra y Gales y asignada a la Queen's Bench Division. Recibió el título habitual de dame en 2017. Está habilitada para conocer de asuntos de la Lista Financiera, del Tribunal de Apelación de la Competencia y del Tribunal Administrativo, y realiza labores generales de Queen's Bench. Desde 2020 es jueza encargada del Tribunal de Comercio.

## Vida personal
Cockerill se casó con Nigel Eaton en 1997.